# ورزشگاه آذرسون
ورزشگاه آذرسون (به لاتین: Azərsun Arena) یک ورزشگاه فوتبال در ینی سوراخانی واقع در حومه شهر باکو در جمهوری آذربایجان است. این ورزشگاه در سال ۲۰۱۵ گشایش یافت. هم‌اکنون باشگاه فوتبال قره‌باغ بازی‌های خانگی خود را در این ورزشگاه برگزار می‌کند. آنها پیش‌تر بازی‌های خود را در ورزشگاه توفیق بهراموف برگزار می‌کردند.

## ویژگی‌ها
گنجایش این ورزشگاه ۵۸۰۰ نفر است. این ورزشگاه در سال ۲۰۱۵ افتتاح شد.